# 王三接 (嘉靖丁未進士)
王三接（1508年—？），字晉甫，號槐溪，山西平陽府洪洞縣人，匠籍，明朝政治人物。

## 生平
山西鄉試第四名舉人。嘉靖二十六年（1547年）中式丁未科會試第二百七十六名，登第三甲第一百八十三名進士。吏部觀政，授博兴知县，升宁国府同知，歷陕西佥事、山东参议。

## 家族
曾祖王從宣；祖父王俊，壽官；父王相，知縣。前母張氏；前母陳氏；母孔氏。弟三省、三益。子王用休。